# Turó de l'Enric
El turó de l'Enric és un turó situat al capdamunt del torrent de la Font, al barri de Morera, de Badalona. És el punt més elevat del barri de Morera i, amb una alçada de 90,50 metres, conforma la principal zona verda del barri i el gran espai de passeig, esbarjo i descans per als seus habitants i dels barris de l'entorn.

## Geologia
La seva geologia singular, d'uns 300 milions d'anys d'antiguitat, està formada per materials calcaris i margues del triàsic que tenen el seu origen en platges i regressions de l'antic mar de Tethys. A sota, ocult, trobem el granit característic de la Serra de Marina. Aquests afloraments de calcàries són un tresor geològic perquè són molt poc freqüents entre Barcelona i Montgat. Al turó de l'Enric podem observar diferents tipus de falles i d'altres estructures geològiques de gran interès. Al fons del torrent de la Font, una bòbila aprofitava els materials rogencs quaternaris procedents de la meteorització i erosió de la Serra de Marina i el turó de l'Enric per a la fabricació de materials ceràmics com totxos, maons i teules. Els topònims del torrent de la Font i del molí de la Torre ens recorden l'aigua que aflorava a la superfície per una falla, després de circular sota els materials impermeables del turó de l'Enric.

## Valor social i ambiental
El turó de l'Enric i el torrent de la Font conformen un espai verd de gran valor social i ambiental, amb presència de gran nombre d'espècies vegetals i animals. Cal destacar la presència de vegetació calcícola molt poc comuna a Badalona com la farigola mascle (Coris monspeliensis). De valor paisatgístic insuperable, des del mirador podem comprendre la seva funció de connector biològic entre la Serra de Marina i el pla de Badalona. Cal destacar que per a molts ocells i aus el turó de l'Enric és un espai estratègic, sobretot per a les espècies de llarga migració on troben alimentació, descans i refugi. Fins i tot, podem observar diferents espècies protegides de rapinyaires diürns i nocturns com el xoriguer (Falco tinunculus), l'aligot (Buteo buteo) i el mussol (Athene noctua).

## Valor educatiu
El gran potencial educatiu del turó de l'Enric és aprofitat pels centres educatius on poden ensenyar diferents continguts curriculars de forma directa i vivencial que afavoreixen l'aprenentatge de l'alumnat: geologia, biologia, química, geografia, plàstica, història.
El turó de l'Enric i el torrent de la Font són un gran patrimoni social i natural de Badalona que cal preservar i potenciar.

## Salvem el Turó de l'Enric

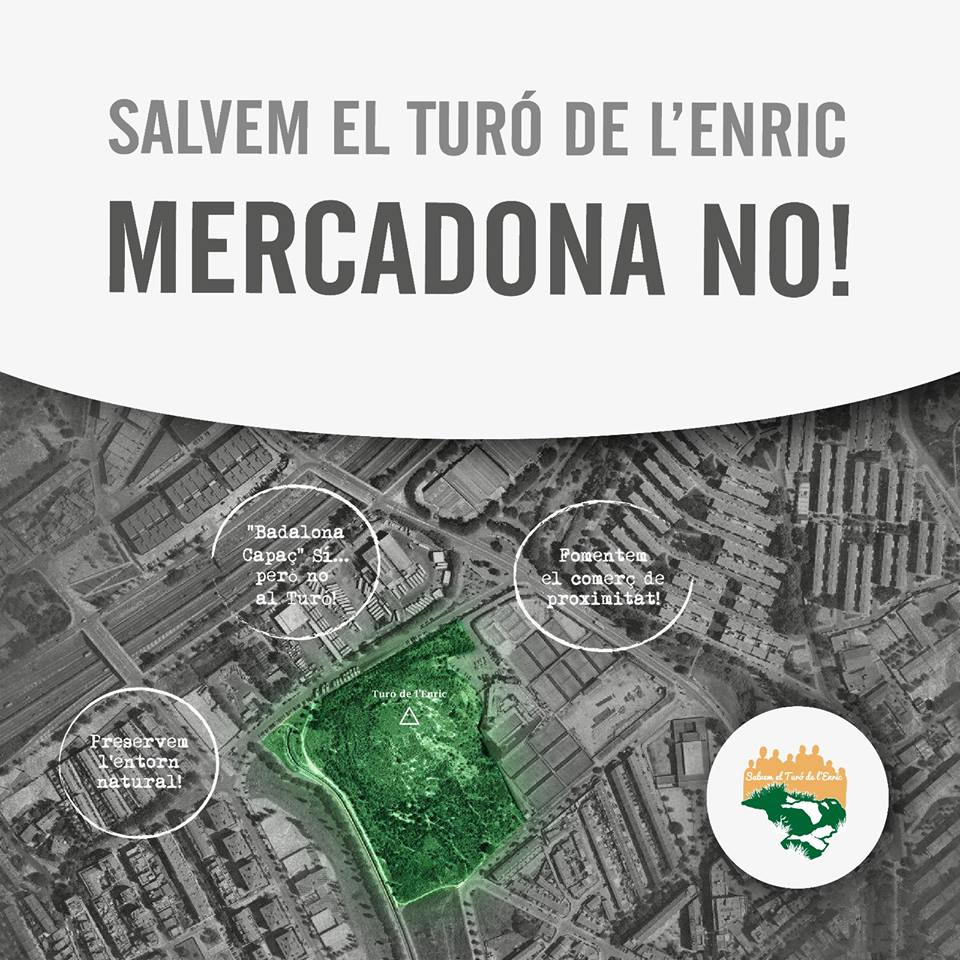

«Salvem el Turó de l'Enric» és un col·lectiu format el maig de 2016. Sorgeix en pro de la defensa d'aquest Turó i en contraposició a la construcció d'un Mercadona al mateix Turó, al barri de Morera. Juntament amb un altre col·lectiu ciutadà, la plataforma del «No al Mercadona» també creada al barri de Morera, l'Associació de Veïns de Bufalà, l'Associació de Comerciants de Bufalà i la Federació de Comerciants de Badalona reclamen la preservació i dignificació del turó de l'Enric i s'oposen a la implantació d'aquesta superfície comercial.
El projecte, que està en aprovació inicial en ple municipal al 2015, pretén situar al turó de l'Enric -mitjançant un canvi d'usos del terreny- un Mercadona i les noves instal·lacions del centre ocupacional de la Fundació Badalona Capaç.
Aquests col·lectius s'oposen al projecte i han aconseguit que no es porti el projecte per a una aprovació provisional al ple del 26 de juliol de 2016. A hores d'ara, segueixen treballant per a la preservació del Turó i una solució possible que reubiqui els usuaris de la Fundació sense la necessitat de construir un Mercadona.

## Modificació del Pla general metropolità de Barcelona
En data 13/12/2021 (DOGC 10/02/2022) es va aprovar amb caràcter definitiu la Modificació del Pla general metropolità al Turó de l'Enric i al carrer del Torrent de Vallmajor cantonada amb el camí de les Guixeres de Badalona, que qualifica una part del Turó de l'Enric com a equipament public. Registre de planejament urbanístic de Catalunya